# قدیمی‌ترین حرفه
قدیمی‌ترین حرفه (به انگلیسی: The Oldest Profession) یا قدیمی‌ترین حرفه در جهان (به فرانسوی: Le Plus Vieux Métier du monde) فیلمی محصول سال ۱۹۶۷ و به کارگردانی کلود اوتان-لارا، مائورو بولونینی، فیلیپ د بروکا، ژان-لوک گدار، فرانکو ایندووینا و مایکل پیفلگار است. در این فیلم بازیگرانی همچون میشل مرسیه، انریکو ماریا سالرنو، گابریله تینتی، السا مارتینلی، گاستونه موسکین، جانکارلو کوبلی، ژن مورو، ژان-کلود بریالی، ژان ریشار، راکل ولش، مارتین هلد، تیلی لاونستین، زیگفرید شورنبرگ، نادیا گری، فرانس آنگلید، فرانسیس بلانش، مارسل دالیو، ژاک شاریه، آنا کارینا و ماریلو تولو ایفای نقش کرده‌اند.
پس از جنگ جهانی اول، اصطلاح «قدیمی‌ترین حرفه در جهان» به‌طور عمومی برای روسپی‌گری به‌کار برده شد.